# Alba-la-Romaine
Alba-la-Romaine es una comuna francesa situada en el departamento de Ardèche, en la región de Auvernia-Ródano-Alpes.
En la comuna hay un sitio arqueológico considerado monumento histórico de Francia y un museo con piezas rescatadas del lugar.

## Demografía
| 786 | 871 | 865 | 824 | 990 | 1135 | 1464 |
| Para los censos de 1962 a 1999 la población legal corresponde a la población sin duplicidades (Fuente: INSEE [Consultar]) |     |     |     |     |      |      |

## Toponimia
La ciudad de Alba-la-Romaine fue fundada en la época romana y llevaba el nombre Alba Helviorum ("Alba de los helvios", un antiguo pueblo celta). Fue la capital de los helvios y se convirtió en la sede episcopal en el siglo IV. Desde la Edad Media hasta 1904 llevó el nombre Aps, el nombre de la familia de los propietarios locales.
El nombre de Alba no viene de latín como podría pensarse (en latín albus significa "blanco"), sino pre-celta o celta.
El nombre actual de la aldea se formalizó el 30 de mayo de 1986. Anteriormente el pueblo había sido llamado solo Alba.